# Silůvky
Silůvky är en ort i Tjeckien.   Den ligger i regionen Södra Mähren, i den sydöstra delen av landet, 180 km sydost om huvudstaden Prag. Silůvky ligger 271 meter över havet och antalet invånare är 704.
Terrängen runt Silůvky är platt åt nordost, men åt sydväst är den kuperad. Runt Silůvky är det ganska tätbefolkat, med 120 invånare per kvadratkilometer. Närmaste större samhälle är Brno, 14,2 km nordost om Silůvky. Trakten runt Silůvky består till största delen av jordbruksmark.